# Košeca (hrad)
Košeca je zaniklý hrad u obce Košecké Podhradie v okrese Ilava na Slovensku. Založen byl snad už ve třináctém století a sloužil jako centrum košeckého panství. Během dějin byl několikrát dobyt, naposledy roku 1670, kdy císařské vojsko hrad zcela zničilo. Pozůstatky hradu jsou chráněny jako národní kulturní památka.

## Historie
I když je možné, že hrad stál již v roce 1272, první jistá písemná zmínka pochází až z roku 1312. Tehdy byl na hradě královským kastelánem jakýsi Lóránd (Vavřinec), ale hrad přesto patřil do sféry vlivu Matúše Čáka Trenčanského. Hrad zůstal královským majetkem až do roku 1397, kdy košecké panství získal Mikuláš ze Stibořic, bratr Stibora ze Stibořic. V roce 1407 Košecu drželi příslušníci rodu Košeckých z Lieskova, kterým zůstala až do roku 1462, kdy jim ji král Matyáš Korvín za spojenectví s bratříky Jana Jiskry z Brandýsa zkonfiskoval. Panovník poté hrad přenechal hejtmanovi Blažeji Magyarovi, který jej však musel nejprve dobýt. Blažej zemřel bezdětný a po smrti jeho dědice hrad připadl rodu Zápolských.
Zápolští hrad přenechali svým podporovatelům. Po roce 1526 Košeca patřila Janu Rozsónovi, který se stavil proti nástupu Ferdinanda Habsburského na trůn, a proto ji dobylo královské vojsko generála Johanna Katzianera. Novým vlastníkem sídla se stal Pavel Petróczy, který musel své nároky obhajovat u soudu. Štefan Petróczy se v sedmnáctém století aktivně zúčastnil Wesselényiho spiknutí proti císaři. V roce 1670 proto Košecu znovu dobylo císařské vojsko vedené Pavlem Eszterházym, které hrad zničilo náložemi střelného prachu. Novým centrem panství se stalo městečko Košeca.

## Stavební podoba
Hrad byl postaven na vrcholu kopce, jehož strmé svahy poskytovaly dostatečnou ochranu a neumožňovaly vybudovat zemní opevnění v podobě příkopu ani valu. Protáhlá dispozice hradu má rozměry 75 × 23 metrů. Vstupní brána se nacházela nejpíše v jižní části východní strany. Na jižním konci hradu stávala rozměrná, snad věžovitá, budova. Z opevnění se dochovaly výrazné terénní relikty tvořené destrukcí zdiva, které patrně skrývají částečně zbořenou obvodovou hradbu. Na severním konci nádvoří jsou patrné stopy další zástavby a k obvodové hradbě se na severu a jihozápadě z vnější strany přikládaly hospodářské budovy, které se nevešly do stísněného nádvoří.